# Yazoo
Yazoo ∕značenje imena nepoznato∕  Pleme Indijanaca porodice Tonikan s južne strane donjeg toka rijeke Yazoo u Mississippiju. Godine 1682. susreću ih La Salle i njegovi kompanjoni na svom putu na ušće Mississippija. Francuzi svoju postaju podižu 1718, a za njima dolaze uskoro (1727.) i isusovački misionari i naseljavaju se u blizini. Godine 1729., Yazoo se priključuju Natchezima u ustanku i masakriraju francuski garnizon i pobiju misionare. Yazu ubrzo nestaju iz povijesti, vjerojatno su ih apsorbirali Chickasaw i Choctaw Indijanci.
Prema Swantonu, 1698. bilo je oko 600 Yazu i Koroa Indijanaca. Gravier 1700. izvještava o 30 nastambi Yazooa. Četvrt godine kasnije (1758.) La Page du Pratz procjenjuje da ih je 100. Sigurno je da su Yazoo, Koroa i Ofo 1722. imali svi skupa 260 osoba. Po njima danas se nazivaju istoimena rijeka i okrug u Mississippiju.